# 格申·金斯利
格申·金斯利（英語：Gershon Kingsley；原名：格茨·古斯塔夫·辛斯基，Götz Gustav Ksinski；1952年9月19日—2019年12月10日）是德裔美国作曲家，电子音乐和穆格电子合成器的先驱人物，电子音乐二重奏组佩雷和金斯利的搭档，第一穆格四重奏的创始人，以及为犹太宗教仪式创作摇滚风格乐曲的作家。金斯利最著名的作品是他1969年具有影响力的电子乐器作品爆米花。
金斯利指挥并编排了多部百老汇音乐剧，他还为电影、电视节目和商业广告作曲。他的作品兼收并蓄，既有前卫风格，也有流行风格。金斯利还创作了古典室内乐作品，他的歌剧《拉乌尔》于2008年在德国不来梅首演。他的作品获得了托尼奖最佳指挥和音乐总监提名、两项克里奥广告音乐奖以及鲍勃·穆格基金会的终身成就奖。金斯利于2019年12月10日在纽约曼哈顿去世，享年97岁。